# Reliable Sources
Reliable Sources é um talk show estadunidense exibido na rede CNN, apresentado por Brian Stelter. O programa é transmitido dos estúdios da CNN no Time Warner Center, em Nova York.